# Medea (film 1969)
Medea (oryg. Medea) – włosko-francusko-niemiecki dramat filmowy z 1969 roku w reżyserii Piera Paola Pasoliniego. Zdjęcia kręcono w Turcji (Göreme), Syrii (Aleppo) i we Włoszech (Piza).
Polska premiera odbyła się w podwójnym pokazie z animowanym Syzyfem Studia Filmów Rysunkowych z 1970 roku.

## Obsada
- Maria Callas jako Medea
- Rita Savagnone jako Medea (głos)
- Massimo Girotti jako Kreon, król Koryntu
- Laurent Terzieff jako Chiron
- Enrico Maria Salerno jako Chiron (głos)
- Giuseppe Gentile jako Jazon
- Pino Colizzi jako Jazon (głos)
- Margareth Clémenti jako Glauce
- Paul Jabara jako Pelias
- Gerard Weiss jako drugi Centaur
- Sergio Tramonti jako Apsirto, brat Medei
- Luigi Barbini jako Argonauta
- Anna Maria Chio jako mamka